# Biometrics Institute
Das Biometrics Institute (deutsch: Institut der Biometrie) ist ein internationaler Verein, der Informationen, Training, Recherche und ein Netzwerk von Experten über Biometrie anbietet. Der Verein mit Sitz in London ist eine Anwendergruppe, deren Mitglieder vorwiegend Regierungsbehörden und Unternehmen wie Finanzinstitute sind, die biometrische Technologien derzeit oder in Zukunft benutzen, Technologieanbieter und Berater sind ebenfalls Mitglieder, haben allerdings satzungsgemäß weniger Wahlrechte in Verbandsangelegenheiten als die Anwender.
Der Verein befindet sich in Australien und in Europa und hat über 100 Mitgliedsorganisationen.
Der Verein veranstaltet vier internationale Konferenzen pro Jahr: im März in Wellington, Neuseeland, im Mai in Sydney, Australien, im Juni in London und im November in Canberra, Australien.

## Geschichte
Das Institut wurde im Oktober 2001 mit einmaligen Fördergeldern der australischen Regierung gegründet. Im Juli 2011 eröffnete es eine Zweigstelle in London.
Die Satzung des Instituts für Biometrie gibt den Anwendern mehr Wahlrechte als den Herstellern.
Es hat bislang an zwei Projekten erfolgreich in Zusammenarbeit mit der australischen Regierung gearbeitet: eine Richtlinien zum Datenschutz von biometrischen Daten und ein Verfahren zum Messen von der Verwundbarkeit von biometrischen Systemen.

## Aufgaben
Zweck ist die Förderung des verantwortungsbewusste Gebrauchs von biometrischen Technologien.
Es bietet Trainingskurse und Konferenzen an, um Mitglieder über Biometrie zu informieren und ihnen bei der Implementierung der Technologie zu helfen. Es nimmt an der Entwicklung von Standards und Testmethoden teil und liefert die Möglichkeit, auf informelle Weise Erfahrungen in der Biometrie kennenzulernen.

## Weblink
- Offizielle Website